# Cunonia austrocaledonica
Cunonia austrocaledonica är en tvåhjärtbladig växtart som beskrevs av Adolphe-Théodore Brongniart och André Guillaumin. Cunonia austrocaledonica ingår i släktet Cunonia och familjen Cunoniaceae. Inga underarter finns listade i Catalogue of Life.